# NGC 3908
NGC 3908 este o brightest cluster galaxy⁠(d) situată în constelația Leul. A fost descoperită în 10 aprilie 1885 de către Lewis A. Swift.